# 上北町站
上北町站（日语：／ Kamikitachō eki */?）是位於青森縣上北郡東北町，屬於青森鐵道的青森鐵道線車站。本站在國鐵時代為急行「下北」「夏泊」停車站。在東北新幹線啟用後的部分時期則為特急「初雁」1往返班次的停車站。

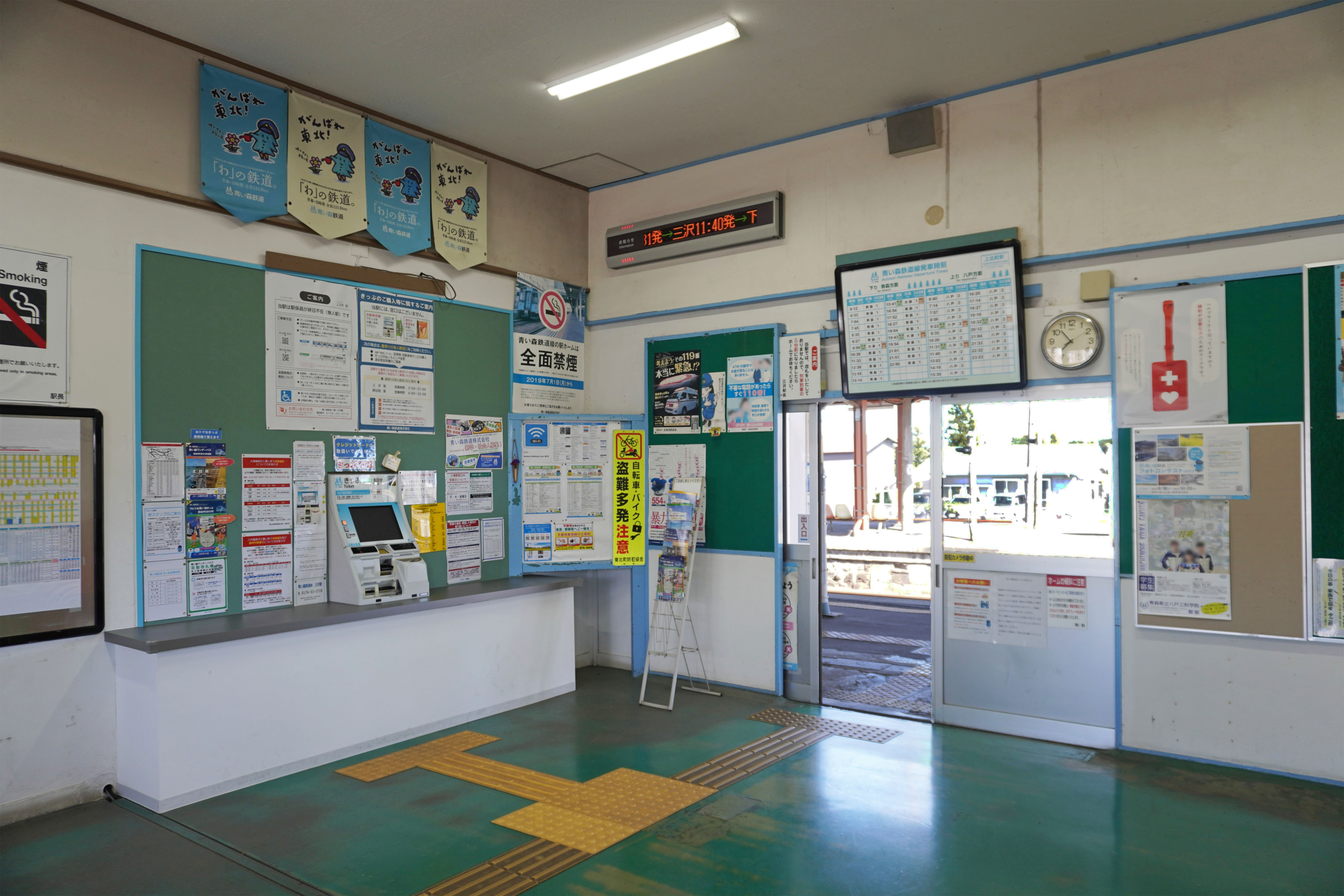
驗票口（2023年9月）

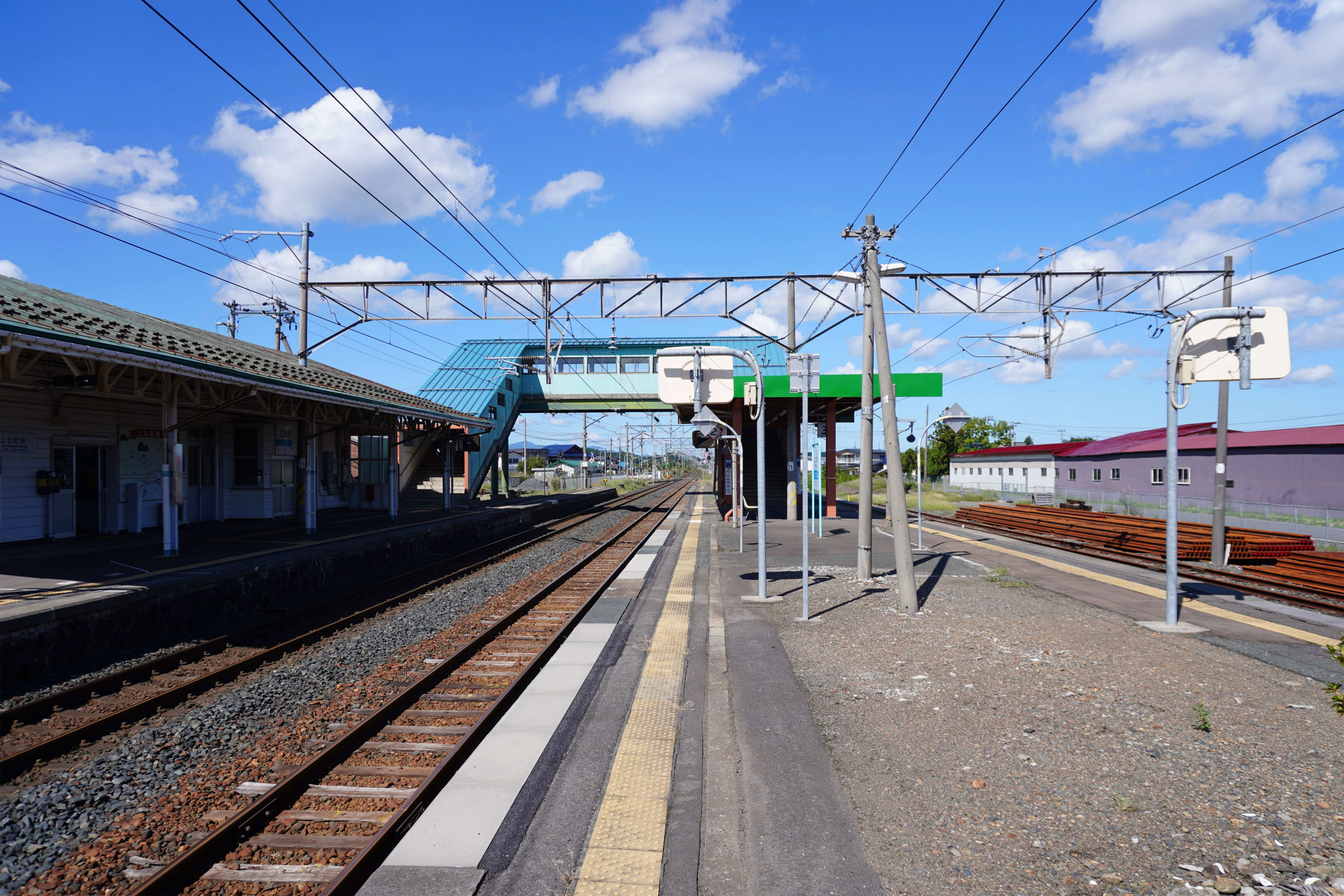
月台（2023年9月）

## 車站構造
本站是地面車站，此站原本是由三澤站管理的直營車站。站内設有櫃臺，後來增設了自動售票機，並於2023年3月改為全日無人車站。車站內設有廁所。

### 月台
設有1面1線的單式月台和1面2線的島式月台，共設有2面3線的月台。各月台之間設有跨線橋連接。
| 月台 | 路線         | 上下行       | 方向             |
| ---- | ------------ | ------------ | ---------------- |
| 1    | ■青森鐵道線  | 下行         | 野邊地、青森方向 |
| 2    | （後備月台） | （後備月台） | （後備月台）     |
| 3    | ■青森鐵道線  | 上行         | 三澤、八戶方向   |

※2號月台為待避線，截至2020年3月，並沒有定期旅客列車停靠。

## 歷史
- 1891年9月1日：日本鐵道東北本線盛岡站至青森站之間開通，沼崎站（日语：／）啟用。
- 1906年7月1日：日本鐵道根據鐵道國有法（日语：鉄道国有法）而國有化。成為官設鐵道車站。
- 1959年10月1日：車站改名為上北町站。
- 1972年3月15日：終止貨物起卸業務。

在昭和40年代，在三澤站長的管理下，此站設有三澤站所屬的上北町工作的站長和助理。
- 1983年2月1日：成為無人車站。但是管理站還有派遣車站職員負責售票服務。
- 1987年4月1日：隨國鐵分割民營化，車站由東日本旅客鐵道（JR東日本）營運。
- 2010年12月4日：隨著東北新幹線全線開通，此站變由青森鐵道管理。
- 2020年2月10日：廁所翻新工程（抽水式、西式）完成，並開始使用[1]。
- 2023年3月18日：改為無人車站[2]。

## 使用狀況
JR年代本站均有每年日均使用人數，2010年度的1日平均乘車人次為213人。
| 乘車人次變化 | 乘車人次變化     | 乘車人次變化    |
| 年度         | 1日平均 乘車人次 | 參考資料        |
| ------------ | ---------------- | --------------- |
| 2000         | 323              | [ 利用客数 2 ]  |
| 2001         | 321              | [ 利用客数 3 ]  |
| 2002         | 289              | [ 利用客数 4 ]  |
| 2003         | 272              | [ 利用客数 5 ]  |
| 2004         | 253              | [ 利用客数 6 ]  |
| 2005         | 258              | [ 利用客数 7 ]  |
| 2006         | 228              | [ 利用客数 8 ]  |
| 2007         | 249              | [ 利用客数 9 ]  |
| 2008         | 248              | [ 利用客数 10 ] |
| 2009         | 233              | [ 利用客数 11 ] |
| 2010         | 213              | [ 利用客数 1 ]  |

現時《青森縣統計年鑑》及東北町官方網頁均沒有顯示本站使用人數的資訊。而根據國土交通省「國土數值情報」，以下為本站1日平均上下車人次：
| 乘車人次變化 | 乘車人次變化       |
| 年度         | 1日平均 上下車人次 |
| ------------ | ------------------ |
| 2011         | 405                |
| 2012         | 478                |
| 2013         | 476                |
| 2014         | 464                |
| 2015         | 559                |
| 2016         | 594                |
| 2017         | 586                |
| 2018         | 554                |
| 2019         | 550                |
| 2020         | 464                |
| 2021         | 438                |
| 2022         | 485                |

## 車站周邊
- 青森縣道121號七戶上北町停車場線（日语：青森県道121号七戸上北町停車場線）
- 青森縣道211號折茂上北町停車場線（日语：青森県道211号折茂上北町停車場線）
  - 青森縣道8號八戶野邊地線（日语：青森県道8号八戸野辺地線）
- 青森縣道219號水喰上北町停車場線（日语：青森県道219号水喰上北町停車場線）
  - 青森縣道165號上野十和田線（日语：青森県道165号上野十和田線）
- 小川原湖
  - 小川原湖海灘
- 玉勝溫泉（車站前左轉，步行約5分鐘）
- 上北溫泉（車站前左轉，步行約10分鐘）
- 東北町公所（前上北町（日语：上北町）公所）
- 七戶警署（日语：七戸警察署）上北駐守所
- 上北郵局（日语：上北郵便局）

## 巴士路線
- 十和田觀光電鐵（十鐵巴士）
  - 前往七戶十和田站（經七戶中央）
  - 前往七戶案內所（經七戶中央）
  - 前往湖畔棧橋前
  - 前往三澤站（小松丘新城（日语：十和田観光電鉄三沢案内所））（經道之驛小川原湖（日语：道の駅おがわら湖）、小川原站）
  - 前往十和田市（三本木營業所）（經十和田市中央）
- 東北町民巴士（日语：東北町民バス）

## 相鄰車站
青森鐵道
■青森鐵道線
□快速「下北」
三澤－上北町－（部分停乙供）－野邊地
■普通
小川原－上北町－乙供

### 使用狀況
1. 1 2  . 東日本旅客鉄道.   [2019-02-03]. （原始内容存档于2016-03-27） （日语）.
2. ↑  . 東日本旅客鉄道.   [2019-02-03]. （原始内容存档于2019-04-02） （日语）.
3. ↑  . 東日本旅客鉄道.   [2019-02-03]. （原始内容存档于2019-02-22） （日语）.
4. ↑  . 東日本旅客鉄道.   [2019-02-03]. （原始内容存档于2019-04-02） （日语）.
5. ↑  . 東日本旅客鉄道.   [2019-02-03]. （原始内容存档于2019-04-02） （日语）.
6. ↑  . 東日本旅客鉄道.   [2019-02-03]. （原始内容存档于2019-02-23） （日语）.
7. ↑  . 東日本旅客鉄道.   [2019-02-03]. （原始内容存档于2019-04-02） （日语）.
8. ↑  . 東日本旅客鉄道.   [2019-02-03]. （原始内容存档于2019-03-27） （日语）.
9. ↑  . 東日本旅客鉄道.   [2019-02-03]. （原始内容存档于2019-04-02） （日语）.
10. ↑  . 東日本旅客鉄道.   [2019-02-03]. （原始内容存档于2019-02-22） （日语）.
11. ↑  . 東日本旅客鉄道.   [2019-02-03]. （原始内容存档于2019-04-02） （日语）.
12. ↑  國土數値情報　駅別乗降客數データ （页面存档备份，存于），統計情報Research，2025年8月9日閱覽。

## 外部連結
- 青森鐵道上北町站 （页面存档备份，存于）（日語）